# 戸倉駅
戸倉駅（とぐらえき）は、長野県千曲市大字戸倉にあるしなの鉄道しなの鉄道線の駅である。
以前は軽井沢駅方面からのワンマン運転は当駅までで、当駅 - 長野駅間は車掌乗務（ツーマン運転）であったが、2013年3月16日ダイヤ改正からは当駅 - 長野間の一部列車でもワンマン運転が開始された。

## 歴史

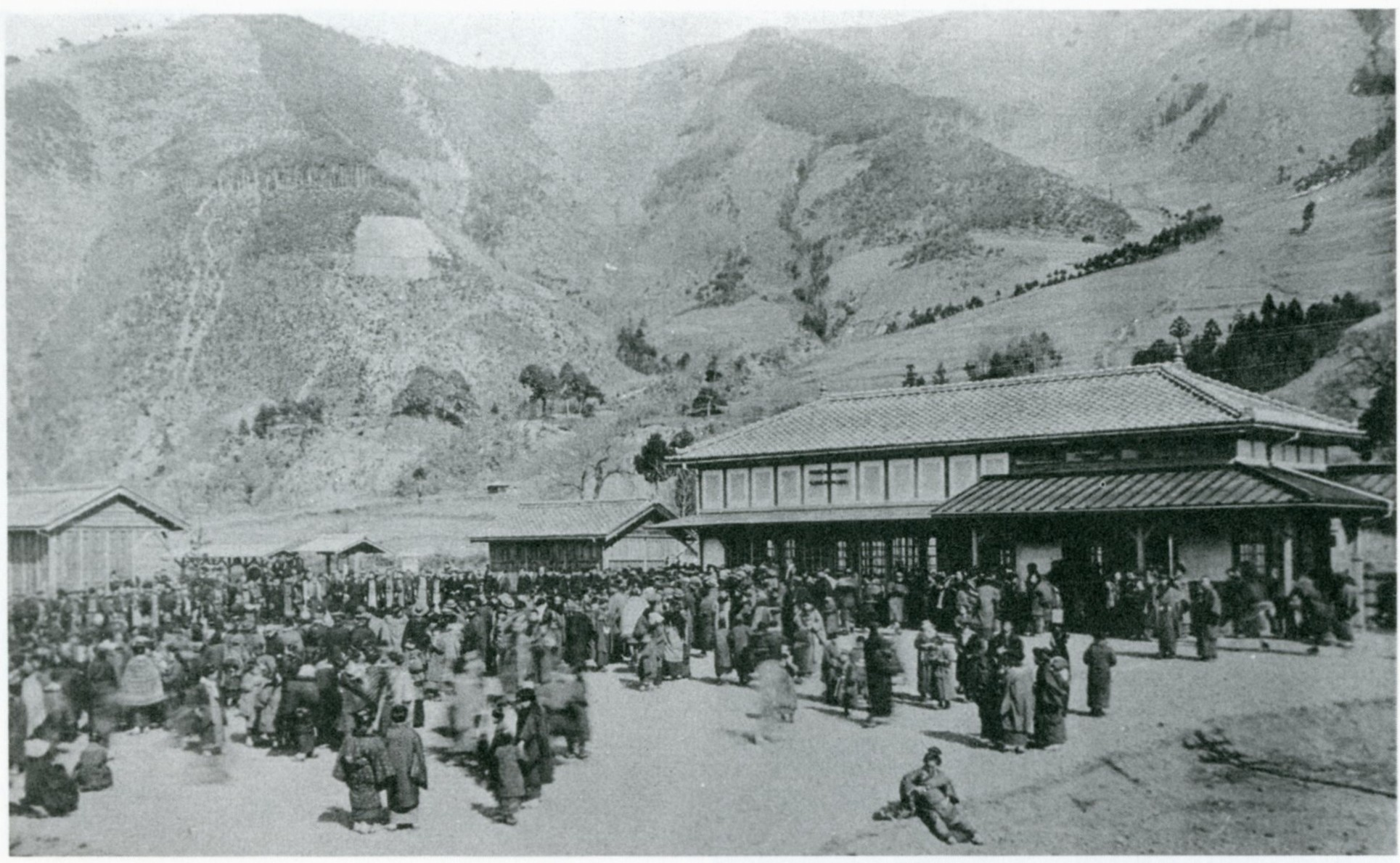
開業当日の戸倉駅

- 1912年（明治45年）2月11日：鉄道院信越線の駅として開設[1]。信越線開業時、戸倉村には駅が造られなかったため、地元の要望による請願駅として開設された。
- 1973年（昭和48年）
  - 7月1日：貨物取扱廃止[2]
  - 12月：現駅舎に改築[注 1]。
- 1985年（昭和60年）3月14日：荷物扱い廃止[2]。
- 1986年（昭和61年）3月20日：団体改札口跡に直営のコーヒーショップ「エコー戸倉店」開店[3]。
- 1987年（昭和62年）4月1日：国鉄分割民営化に伴い、東日本旅客鉄道（JR東日本）の駅となる[2]。
- 1997年（平成9年）10月1日：北陸新幹線開業に伴う経営分離に伴い、しなの鉄道へ移管[2]。
- 2023年（令和5年）4月1日：簡易委託駅化[4][5]。
- 2026年（令和8年）春季：交通系ICカード「Suica」利用サービス開始（予定）[6]。

## 駅構造
単式ホーム1面1線（1番線）、島式ホーム1面2線（2・3番線）の2面3線を有する地上駅。ホーム間は跨線橋で連絡しているが、エレベーターが無いため車椅子で2・3番線を利用する場合は、駅員に申出てホーム軽井沢方にある構内踏切を利用する必要がある。
簡易委託駅で、千曲市が窓口業務を行っている。車両基地があり、多数の留置線を備える運行拠点である。かつては駅窓口に併設されたビジネスえきねっとを利用して、JR切符が購入出来たが、現在は取扱っていない。

### のりば
| 番線 | 路線          | 方向 | 行先       | 備考     |
| ---- | ------------- | ---- | ---------- | -------- |
| 1    | ■しなの鉄道線 | 下り | 長野方面   |          |
| 2    | ■しなの鉄道線 | 下り | 長野方面   | 当駅始発 |
| 2    | ■しなの鉄道線 | 上り | 軽井沢方面 | 当駅始発 |
| 3    | ■しなの鉄道線 | 上り | 軽井沢方面 |          |

（出典：しなの鉄道:駅構内マップ）
付記事項
- 駅東側に戸倉砕石工業の砕石場へ向かう引込線があり、JR時代は貨物線として使用されていたが、しなの鉄道移管後は貨物輸送が廃止となったため、この引込線も留置線となっている。なお、砕石場自体はその後も操業している。

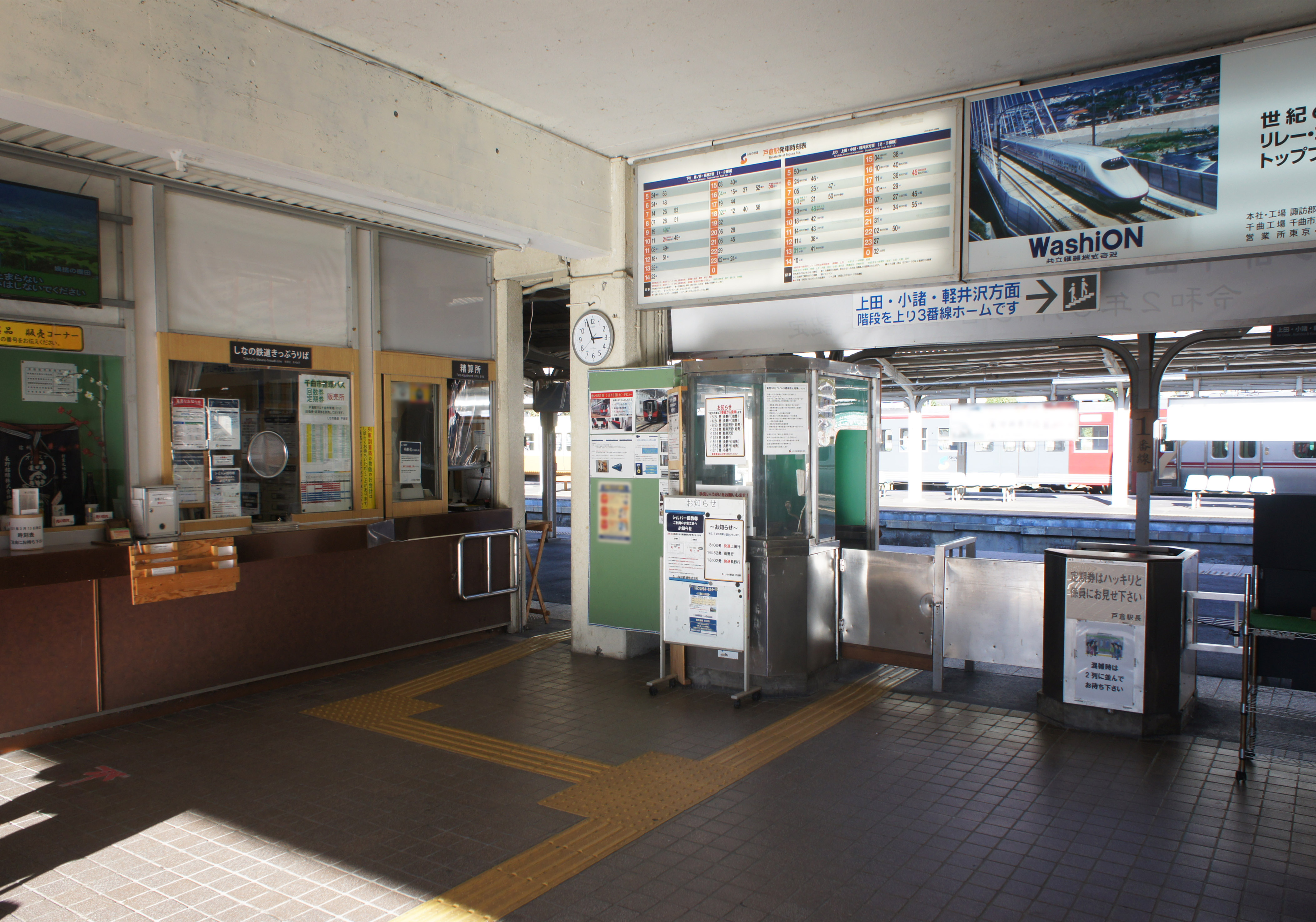
改札口（2021年10月）
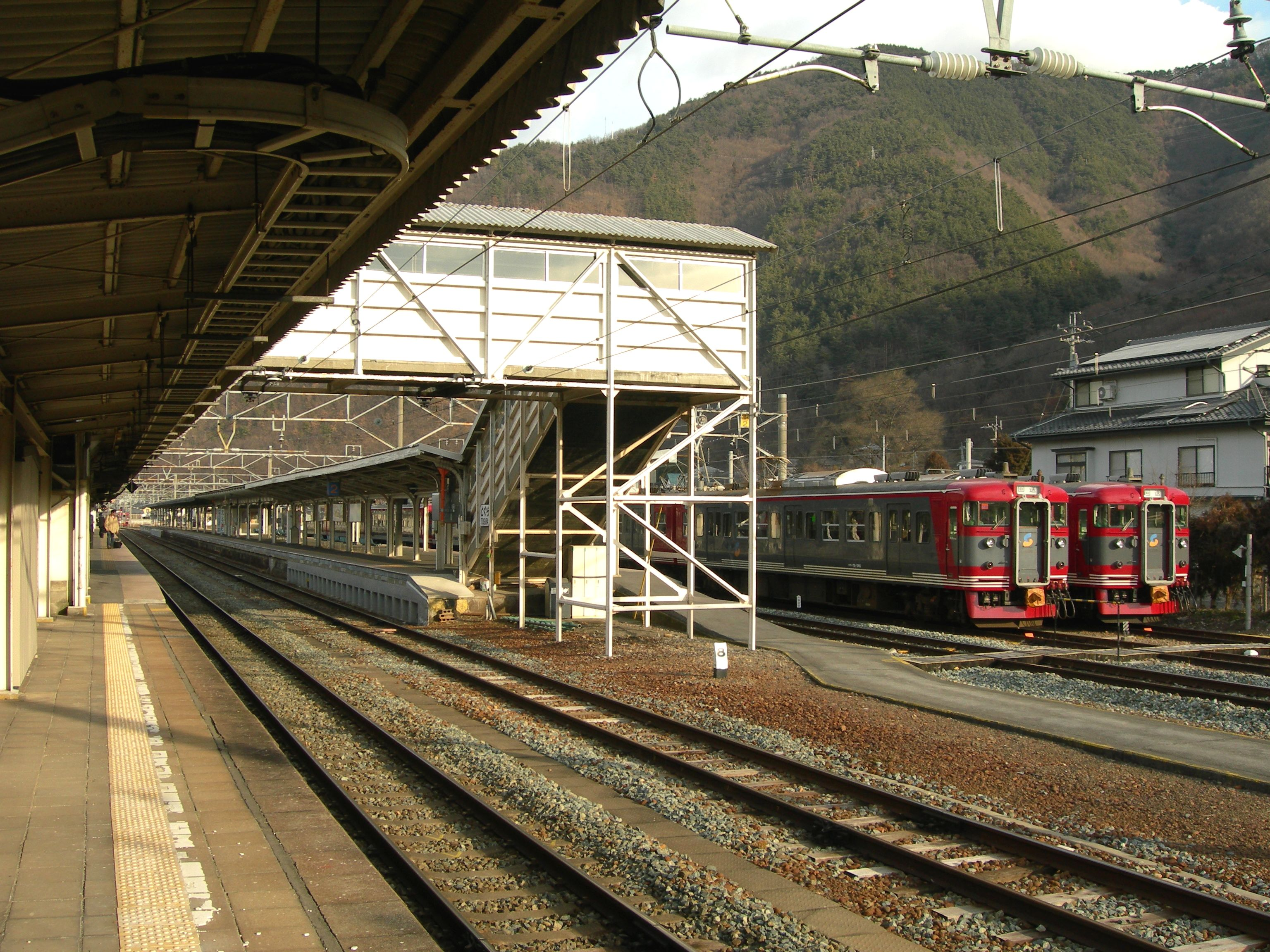
ホーム（2011年1月）

## 利用状況
「千曲市統計書」によると、2021年度（令和3年度）の1日平均乗車人員は925人である。
1999年度（平成11年度）以降の推移は以下の通り。
| 乗車人員推移       | 乗車人員推移     | 乗車人員推移 |
| 年度               | 1日平均 乗車人員 | 出典         |
| ------------------ | ---------------- | ------------ |
| 1999年（平成11年） | 2,055            | [ 千曲 1 ]   |
| 2000年（平成12年） | 1,988            | [ 千曲 1 ]   |
| 2001年（平成13年） | 1,938            | [ 千曲 1 ]   |
| 2002年（平成14年） | 1,901            | [ 千曲 1 ]   |
| 2003年（平成15年） | 1,900            | [ 千曲 1 ]   |
| 2004年（平成16年） | 1,821            | [ 千曲 2 ]   |
| 2005年（平成17年） | 1,791            | [ 千曲 2 ]   |
| 2006年（平成18年） | 1,767            | [ 千曲 2 ]   |
| 2007年（平成19年） | 1,681            | [ 千曲 2 ]   |
| 2008年（平成20年） | 1,656            | [ 千曲 2 ]   |
| 2009年（平成21年） | 1,415            | [ 千曲 3 ]   |
| 2010年（平成22年） | 1,340            | [ 千曲 3 ]   |
| 2011年（平成23年） | 1,310            | [ 千曲 3 ]   |
| 2012年（平成24年） | 1,301            | [ 千曲 3 ]   |
| 2013年（平成25年） | 1,247            | [ 千曲 3 ]   |
| 2014年（平成26年） | 1,194            | [ 千曲 4 ]   |
| 2015年（平成27年） | 1,149            | [ 千曲 4 ]   |
| 2016年（平成28年） | 1,120            | [ 千曲 4 ]   |
| 2017年（平成29年） | 1,151            | [ 千曲 4 ]   |
| 2018年（平成30年） | 1,167            | [ 千曲 4 ]   |
| 2019年（令和元年） | 1,110            | [ 千曲 4 ]   |
| 2020年（令和02年） | 835              | [ 千曲 5 ]   |
| 2021年（令和03年） | 925              | [ 千曲 5 ]   |

## 駅周辺

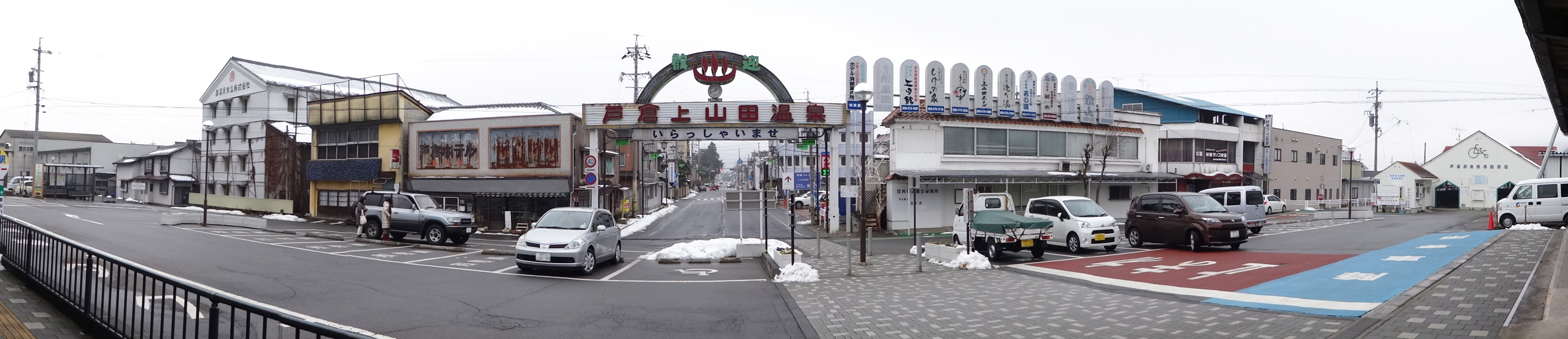
駅前（画像中央の『戸倉上山田温泉』と書かれたアーチ状の看板は2025年3月5日を以て撤去された）

- 戸倉上山田温泉：温泉街まで約2.5 km（朝夕は温泉街からの送迎バスが行き交う[1]）。
- 八十二銀行戸倉支店
- 長野県信用組合戸倉支店
- 戸倉郵便局
- 国道18号
- 戸倉砕石工業
- 千曲市循環バス「戸倉駅」停留所

## 隣の駅
しなの鉄道
■しなの鉄道線
- 特別快速「軽井沢リゾート号」一部停車駅、観光列車「ろくもん」停車駅

□快速
上田駅 - （一部坂城駅） - 戸倉駅 - 屋代駅
■普通
坂城駅 - 戸倉駅 - 千曲駅

### 記事本文